# Maria Magdalenakerk (Geffen)
De Maria Magdalenakerk is een rooms-katholieke kerk in de Nederlandse plaats Geffen. De kerk is gewijd aan Maria Magdalena. De toren is het oudste gedeelte van de kerk dat nog steeds bestaat. Deze is rond 1450 gebouwd. Andere delen van de kerk zijn in de loop der eeuwen vervangen of herbouwd, doordat ze door oorlogen en overstromingen beschadigd zijn geraakt. Zo is de kerk gedeeltelijk afgebrand na de inval van Karel van Gelre in 1497. Het huidige schip bevat onderdelen uit de 16e eeuw.
In 1648 kwam de kerk in handen van de protestanten. Dit duurde tot 1801, toen de katholieken in de Franse tijd de kerk weer toegewezen kregen. Enkele uitbreidingen volgden, waaronder een priesterkoor door de architect Caspar Franssen in 1893. In de Tweede Wereldoorlog is er in 1944 geprobeerd de toren op te blazen. Dit mislukte, maar delen van het dak en de traptoren raakten wel beschadigd en het orgel geheel vernield. Na de oorlog duurde het enkele jaren totdat de kerk was hersteld. Dit werd bezegeld met de plaatsing van een nieuw orgel in 1949. 
De kerk is gebouwd in gotische stijl. Het aangebouwde schip heeft basilicale kenmerken. De toren bestaat uit drie geledingen met bovenop een tentdak. In de toren is een uurwerk aanwezig van klokkengieterij Eijsbouts. De zijgevels en het priesterkoor zijn voorzien van glas-in-loodramen, gemaakt door Pierre van Rossum.
De kerk is in 1973 aangewezen als rijksmonument.

## Galerij

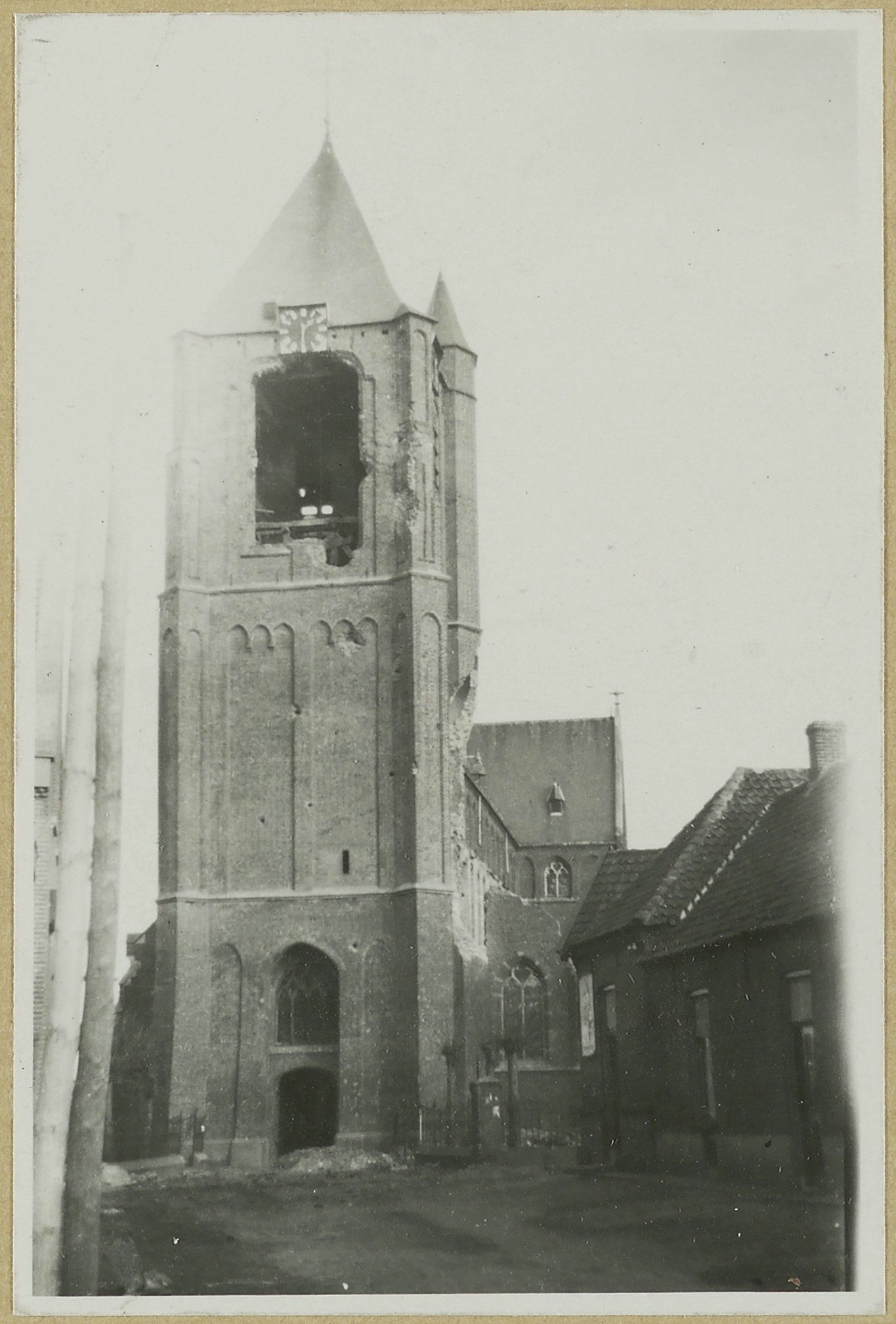
Kerk vlak na de Tweede Oorlog
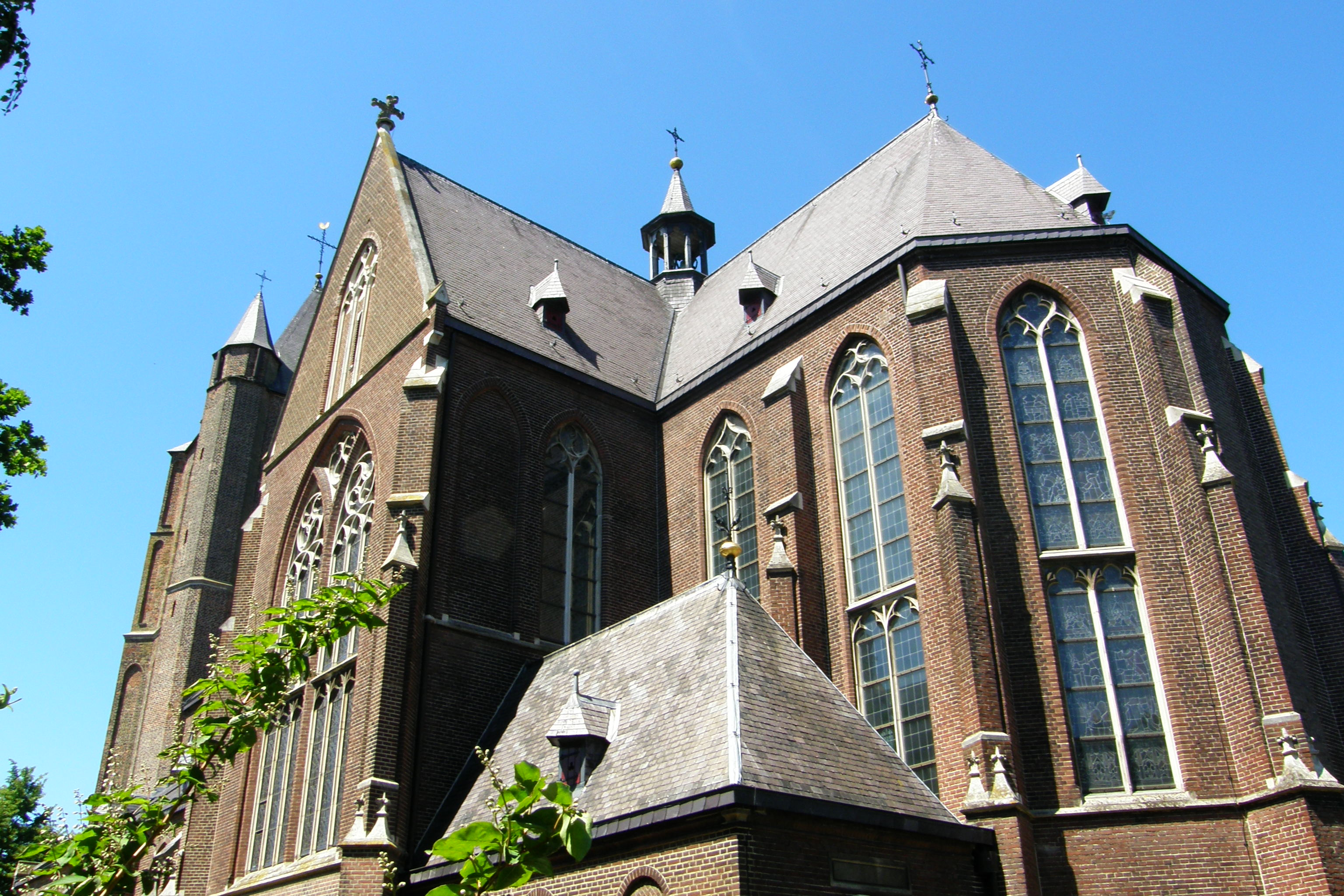
Zicht op het priesterkoor
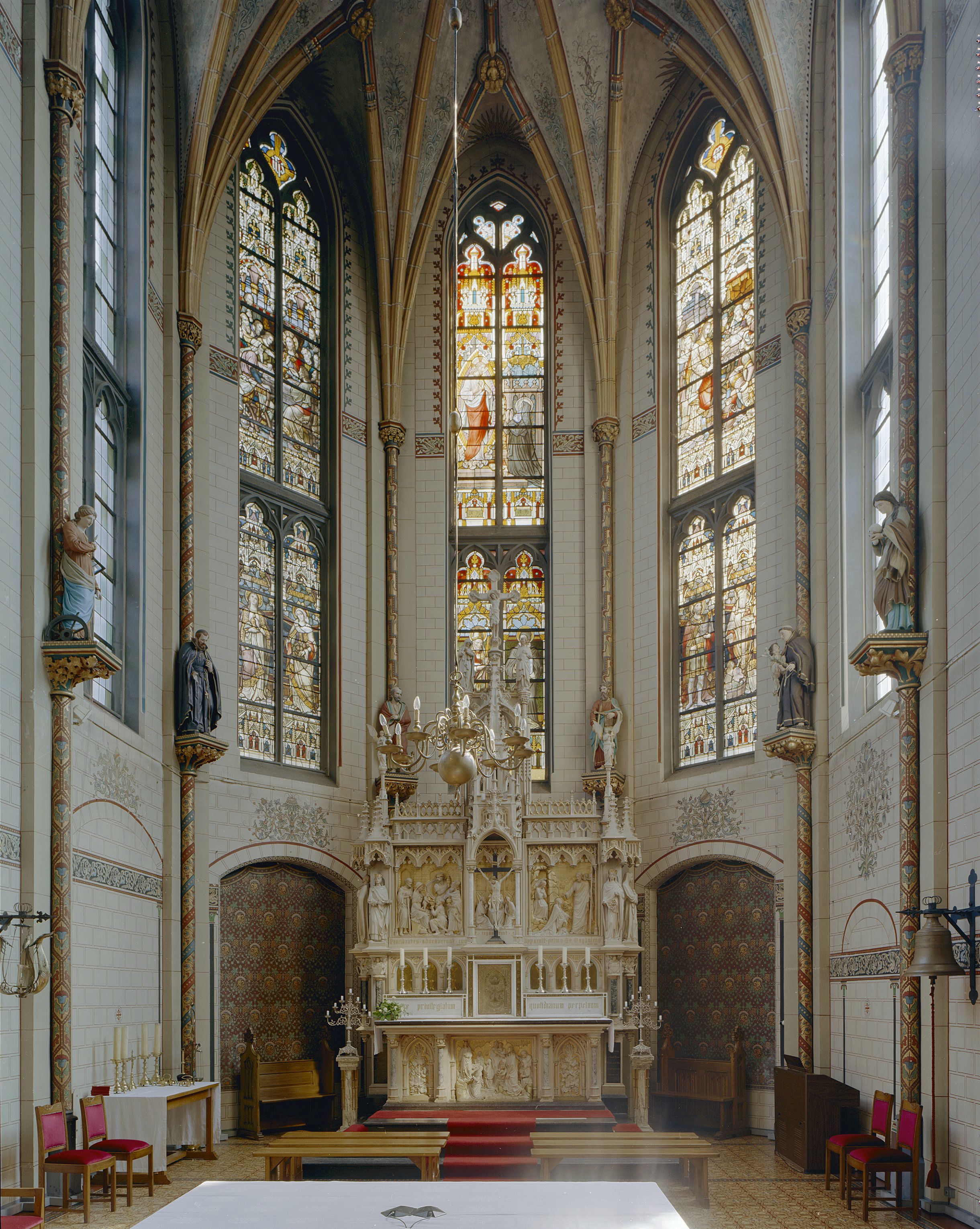
Priesterkoor
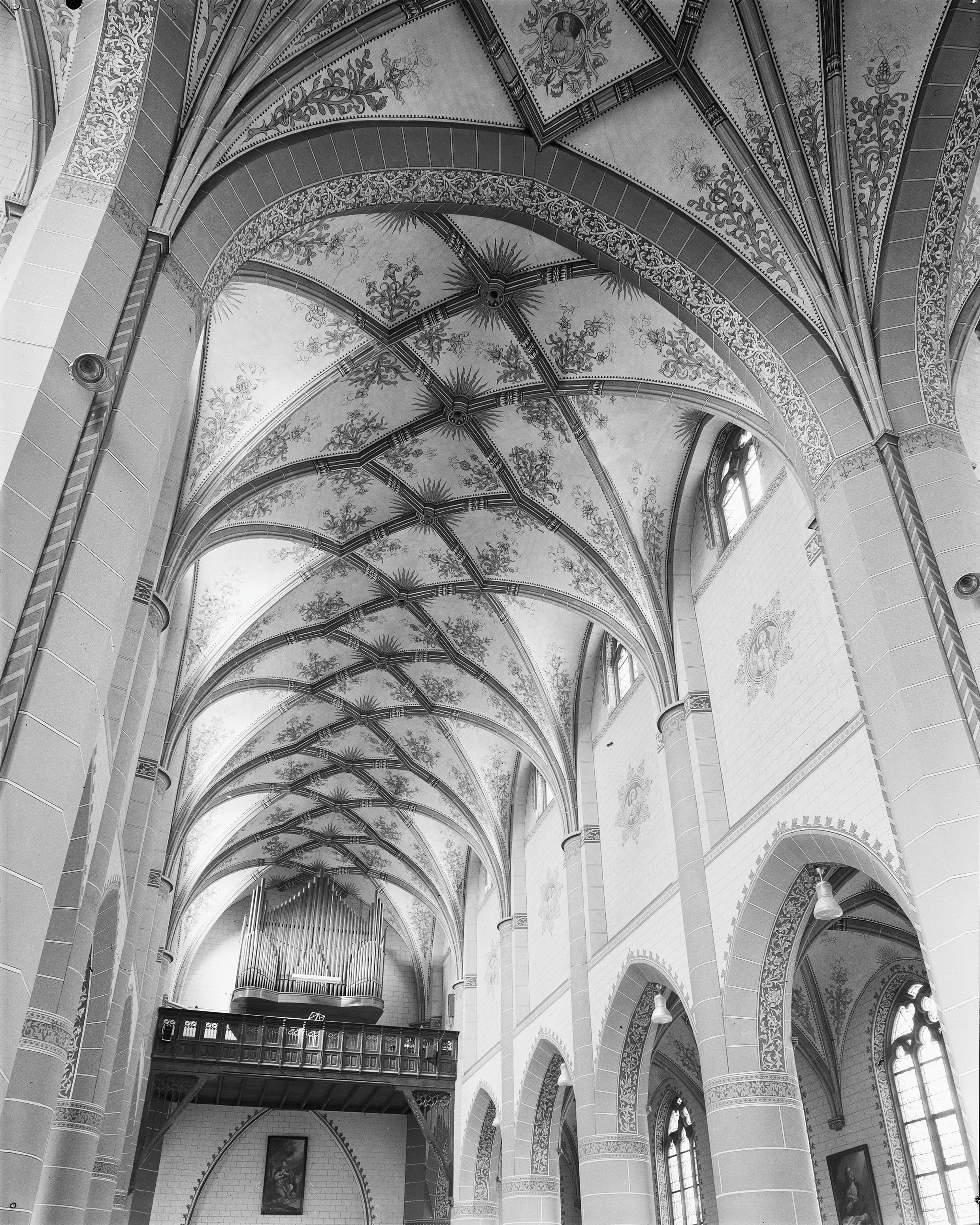
Gewelven van de kerk